# Siem Heiden
Simon „Siem” Heiden (ur. 12 marca 1905 w IJsselmonde, zm. 3 sierpnia 1993 w Rotterdamie) — holenderski łyżwiarz szybki.

## Kariera
W wieku 22 lat Heiden uczestniczył na Zimowych Igrzyskach Olimpijskich 1928 w Sankt Moritz. Podczas tych igrzysk uczestniczył w trzech konkurencjach łyżwiarstwa szybkiego: biegu na 500 m (27. miejsce), biegu na 1500 m (18. miejsce) i biegu na 5000 m (11. miejsce). Były to jego jedyne igrzyska olimpijskie.
22 stycznia 1933 r. w Davos ustanowił rekord świata w biegu na 5000 m uzyskując czas 8:19.2.

## Rekordy życiowe
Źródło:
- 500 m - 46.4 (1933)
- 1500 – 2:23.2 (1933)
- 5000 – 8:19.2 (1933)
- 10000 – 17:49.1 (1933)